# Nördliche Gelbschulterfledermaus
Die Nördliche Gelbschulterfledermaus (Sturnira parvidens) ist ein in Mittelamerika verbreitetes Fledertier in der Familie der Blattnasen. Die Population zählte längere Zeit als Unterart der Kleinsten Gelbschulterfledermaus (Sturnira lilium), bevor sie als Art anerkannt wurde. Gelegentlich traten Verwechslungen mit der Luis-Gelbschulterfledermaus (Sturnira luisi) auf.

## Forschungsgeschichte
Das Typusexemplar wurde im April 1903 durch Edward William Nelson und Edward Alphonso Goldman etwa 40 km nordwestlich von Acapulco im mexikanischen Bundesstaat Guerrero gesammelt. Die Erstbeschreibung unter der Bezeichnung Sturnira lilium parvidens erfolgte 1917 durch Goldman.

## Merkmale
Diese kleine Fledermaus ist 54 bis 65 mm lang, ein Schwanz fehlt, die Unterarmlänge beträgt 37 bis 42 mm und das Gewicht liegt bei 13 bis 18 g. Es sind 12 bis 15 mm lange Hinterfüße und 15 bis 18 mm lange Ohren vorhanden. Das Nasenblatt hat eine hufeisenförmige Grundform und einen kurzen messerklingenförmigen Aufsatz. Die kurzen Haare der Oberseite sind an den Wurzeln dunkelbraun, in der Mitte grau bis silberfarben und an den Spitzen dunkel, was ein braunes Aussehen mit grauen oder orangenfarbenen Tönungen erzeugt. Wie bei anderen Gattungsvertretern sind die Schultern gelb, orange oder dunkelrot gefärbt. Auf der Unterseite ist hellbraunes bis rotbraunes Fell vorhanden. Die Nördliche Gelbschulterfledermaus hat nahe der Unterarme Haare auf den dunkelbraunen Flügeln. Zusätzlich sind die Waden und Oberseiten der Füße behaart. Der erste obere Schneidezahn pro Seite ist durch zwei Höcker gekennzeichnet und größer als der zweite. Im Unterkiefer besitzen alle Schneidezähne drei Höcker. 
Der diploide Chromosomensatz enthält 30 Chromosomen (2n=30).

## Verbreitung
Diese Fledermaus bewohnt breite Streifen entlang der westlichen und östlichen mexikanischen Küste (ohne Niederkalifornien). Südlich von Mexiko-Stadt reicht das Verbreitungsgebiet vom Mexikanischen Golf bis zum Pazifik und nach Süden bis Costa Rica. Die Nördliche Gelbschulterfledermaus lebt im Hügel- und Bergland zwischen 100 und 1600 Metern Höhe. Sie hält sich in feuchten und trockenen tropischen Wäldern auf und besucht auch Plantagen.

## Lebensweise
Die Exemplare ruhen in Baumhöhlen, im Blattwerk von Palmen sowie in Kletterpflanzen. Sie fressen Früchte von Pflanzen der Gattung Pfeffer, von Nachtschattengewächsen, Schwarzmundgewächsen und Bananen. Reste von Insekten wurden nur in Mexiko im Magen der Tiere gefunden. Die Nahrung wird mit Pollen und Nektar komplettiert. Im nördlichen Verbreitungsgebiet sind trächtige Weibchen aus den Monaten Mai bis August bekannt. In Costa Rica kann die Fortpflanzung vermutlich zu allen Jahreszeiten stattfinden.
Diese Fledermaus hat laut wenigen Studien ein kleines Revier und entfernt sich nicht weit vom Versteck. Die Nahrungssuche findet nachts statt.

## Gefährdung
Die IUCN listet die Nördliche Gelbschulterfledermaus als nicht gefährdet (least concern) aufgrund fehlender Bedrohungen und einer stabilen Gesamtpopulation.